# Uriel
Uriel (hebreo, אוריאל Uriʾel ; vocalización tiberiana, Ûrîʾēl ; griego, Ουριήλ ; copto, ⲟⲩⲣⲓⲏⲗ, ge'ez y amhárico, ዑራኤል ; ʿUraʾēl o ዑርኤል ʿUriʾēl «fuego/luz de Dios»), según la tradición del judaísmo rabínico y en algunas tradiciones, como la católica, anglicana, ortodoxa, y la copta es uno de los príncipes regentes de los Serafines y de los Querubines, uno de los ángeles regentes del Sol y también uno de los príncipes de la Divina Presencia y el ángel de la salvación. Es el nombre de uno de los siete arcángeles. Además aparece mencionado en los textos apócrifos y cabalísticos como Uriel, Nuriel, Uryan, Jeremiel, Vretil, Uzniel , Suriel, Auriel, Puruel, Phanuel, Fanuel o Jehoel.
Uriel hace referencia al ángel de la luz, luz de las estrellas.
Uriel o Auriel (masculino) / Urielle o Eurielle (femenino) es también un nombre asimilado por la cultura celta bretona, a causa de Urielle (siglo VII), hermana del rey bretón Judicael, quien popularizó el nombre.

## Uriel en el judaísmo

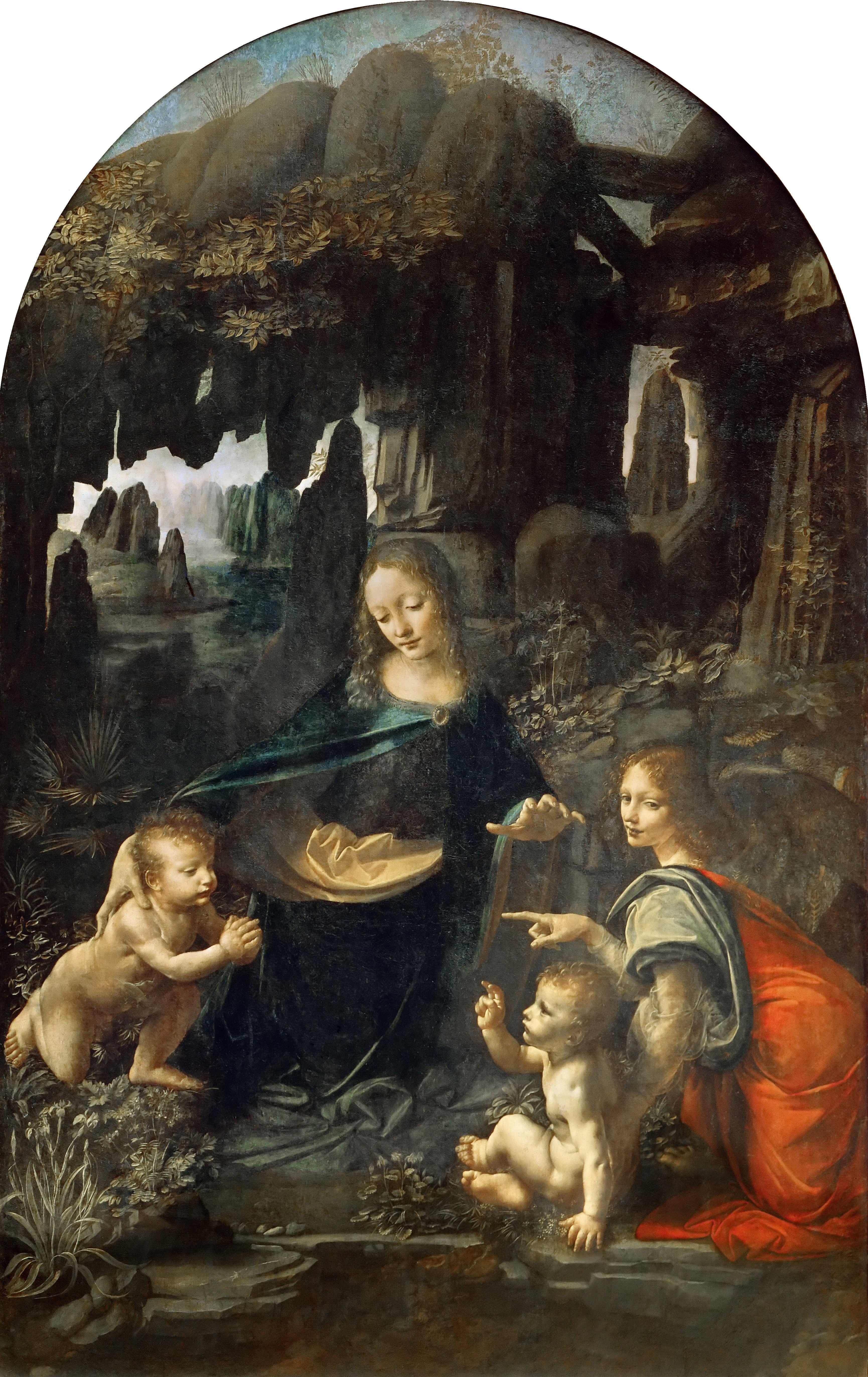
La Virgen de las Rocas de Leonardo da Vinci: Juan, María, el niño Jesús y Uriel.

En los diez libros más antiguos de la Biblia, los ángeles no son designados por nombres. Al respecto, el rabino Shimon ben Lakish (230 - 270) aseveraba que los nombres específicos de los ángeles fueron adoptados, después del exilio, bajo la influencia de tradiciones babilónicas y muchos comentaristas modernos concuerdan con tal opinión. Uriel y los otros seis son nombrados en el apócrifo Libro de Henoc (20:1-8): Uriel (20:2) es el primero en la lista de siete, seguido de Rafael, Raguel, Miguel, Sariel, Gabriel y Remiel. Allí, intercede ante Dios por la humanidad, durante el período de los Vigilantes caídos y sus hijos, los Nephilim.
Uriel también es mencionado en otras obras seudoepigráficas de la literatura apocalíptica intertestamentaria: en el Testamento de Salomón es el tercero en la lista de arcángeles y en el Apocalipsis de Esdras, el profeta Esdras se dirige a Dios con preguntas sobre el juicio de los humanos y Uriel es enviado a responderle e instruirlo sobre la verdad.
A partir de las tradiciones místicas judaicas, Uriel fue considerado como ángel del domingo, ángel de la poesía, y una de las Sephiroth sagradas. Fue descrito como el destructor de los ejércitos de Senaquerib y se la atribuyó además haber sido el ángel que luchó con Jacob en Peniel (Génesis). En Leyendas de los Judíos se presenta a José afirmando que Uriel fue ese ángel, que dio nuevo nombre a Jacob, según relata el Génesis. También se presenta a Uriel, guiando a Abraham (Génesis) y marcando las puertas de las casas de los hebreos en Egipto, para protegerlos (Éxodo 11,12).
En el Libro de Adán y Eva, Uriel es identificado como el querubín que permanece junto a las puertas del Edén con una espada ardiente para evitar el acceso de los humanos al árbol de la vida (Génesis). En la Vida de Adán y Eva Uriel es considerado como el espíritu que cumple este papel. También se le identifica como uno de los ángeles que dieron sepultura a Adán y a Abel.

## Uriel en la Iglesia copta

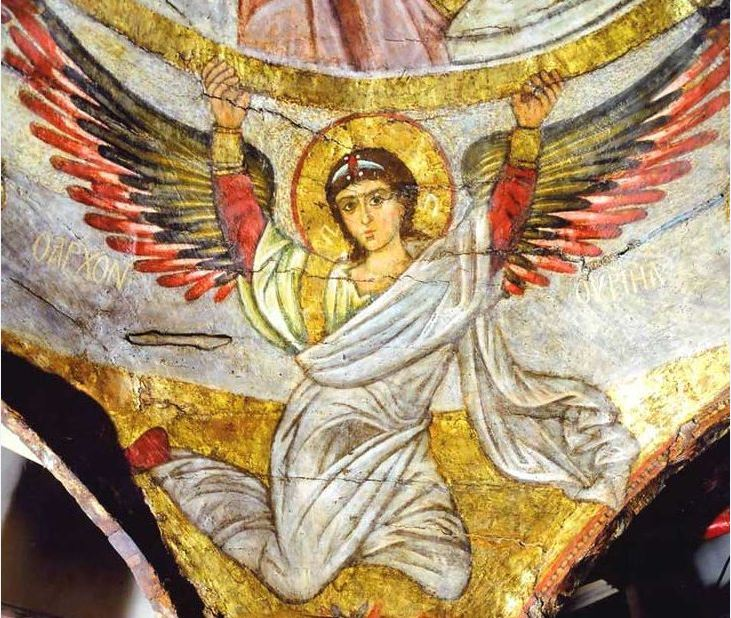
Fresco del arcángel Uriel en la Iglesia Colgante en El Cairo,.

La Iglesia Copta ha mantenido íntegramente la Septuaginta como su Antiguo Testamento, sin extraer ningún libro, por eso la Biblia Copta posee más libros que las biblias de los demás cristianos. En estos libros que permanecieron solo en la Biblia Copta San Uriel aparece en varias ocasiones. Por ejemplo el Libro de Enoc menciona a Uriel, en algunas partes se dice que es el ángel del mundo y del lugar de los muertos (Hades, Tártaro, Sheol) o "que está sobre" ellos, pero en otras se dice que se le llama "el ángel del trueno y del temblor" (o del temor).
Otra cita del Libro de Enoc (9:1), menciona a Uriel entre los cuatro arcángeles en lo alto del cielo (que algunos interpretan como los cuatro puntos cardinales), pero en los fragmentos encontrados en Qumrán en vez de su nombre está el de Sariel. Asimismo, algunas versiones de ese libro (10:1-3) asignan a Uriel el papel de anunciar a Noé la llegada del Diluvio, pero otras versiones mencionan a Asaryalyol o a Sariel cumpliendo esa misión.
En la angelología cristiana - aunque en forma marginal - Uriel es identificado a veces como Serafín, Querubín, Regente del Sol, Llama de Dios, Ángel de la Presencia Divina, Arcángel de la Salvación, por sobre el Tártaro (Infierno). Es identificado a veces como Phanuel, "Cara de Dios". Se le representa llevando consigo un libro o un rollo de papiro, que simboliza su sabiduría. Uriel está considerado patrono de las artes y fue descrito por Milton como el "espíritu de visión más aguda en todo el cielo".

## Uriel en los apócrifos
En varios evangelios apócrifos Uriel participa en la crianza de Juan el Bautista, a quien siendo muy pequeño salva de la masacre de bebés ordenada por Herodes. Uriel conduce a Juan y a su madre hasta Egipto, donde se reúnen con el niño Jesús, María y José, relato que inspiró la obra de Leonardo da Vinci La Virgen de las Rocas. 
En el Apocalipsis de Pedro aparece como Ángel del Arrepentimiento, desprovisto de piedad. En la tradición apocalíptica, Uriel tiene la llave que abrirá el Infierno al Final de los Tiempos.

## Uriel en la literatura

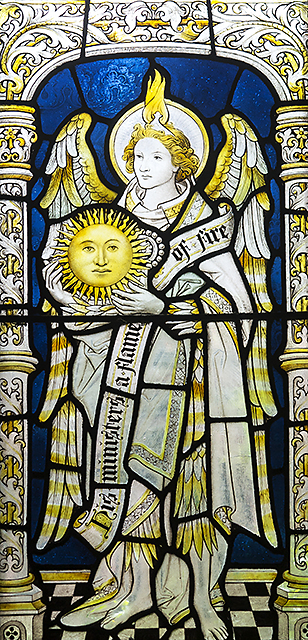
Vidriera representa al arcángel Uriel como el regente del Sol en los claustros de la catedral de Chester.

En el poema de John Milton, Paraíso Perdido, Libro III, Uriel es encargado de la esfera del Sol, sirviendo de ojos de Dios, aunque, inconscientemente, dirige a Satanás en dirección a la recién creada Tierra. En el poema de Ralph Waldo Emerson Uriel, es un joven dios que en el paraíso se basa en la palabra de Dios para proclamar el relativismo y el eterno retorno.
Uriel también aparece haciendo consideraciones filosóficas en el capítulo XLI de Middlemarch, la novela de George Eliot. En Many Waters de Madeleine L'Engle, es un serafín que ayuda a la protagonista. En el libro de Dean Koontz Hideaway, Uriel habla y actúa a través de Hatch en la batalla contra un demonio. En la serie de novelas de Katherine Kurtz Chronicles of the Deryni, es el ángel de la muerte que escolta a las almas que traspasan la línea de la vida.  En la novela 'Weaveworld, de Clive Barker el Azote (Scourge) declara que su nombre eterno es Uriel y Cal lo identifica como "el arcángel más poderoso", el "arcángel de salvación" y el guardián de las puertas del Edén. En el libro de Phillippa Gregory, The Queen's Fool, Uriel tiene un papel destacado en una visión.

## Uriel en ficción
Uriel, en cuanto personaje ficticio, ha sido utilizado por diversos autores. En la adaptación cinematográfica de 1995 de la novela Hideaway de Dean Koontz, Uriel protagoniza la escena final que representa una batalla contra un demonio. En la película de 1995, The Prophecy (escrita y dirigida por Gregori Widen, guionista de la película Highlander), aparece interpretado por el actor Scott Cleverdon, junto al actor Christopher Walken que interpreta al arcángel Gabriel (en la película, sin embargo, es llamado Pyriel).
En la serie Lucifer, en la segunda temporada capítulo 5, Uriel se presenta como el hermano que predice lo que va  suceder y lo que harán los demás, va a Los Ángeles para recordar a Lucifer que tiene que devolver a su madre, Asherah (de apariencia humana como madre de una familia) de nuevo al infierno o eliminar a la inspectora Chloe, a la cual, Lucifer le salvó la vida prometiendo que devolvería a Asherah al infierno.
Como personaje del RPG Libro de Nod, "Auriel" aparece como El Ángel de la Muerte. Uriel aparece en las expansiones Afterbirth y Afterbirth+ del videojuego The Binding of Isaac como jefe de algunas habitaciones, tanto como en las del sacrificio como en la de los ángeles.
Aparece en la Novela Ligera y el manga de [Omniscient Reader's View Point] como una constelación parte de [Edén] con el apodo de [El juez del Fuego parecido a un demonio]. Ayuda de vez en cuando a [la Compañía de Kim Dokja] cuando están en peligro y es de las cuatro constelaciones que los apoya desde el principio. También es un personaje secundario del manga Saint Onii-san junto con los arcángeles Rafael, Miguel y Gabriel, quienes vigilan y acompañan a Jesús durante su estancia en la Tierra.
También aparece en la película italiana de 2014 El secreto de los ángeles, papel interpretado por Ugo Pagliai

## Galería

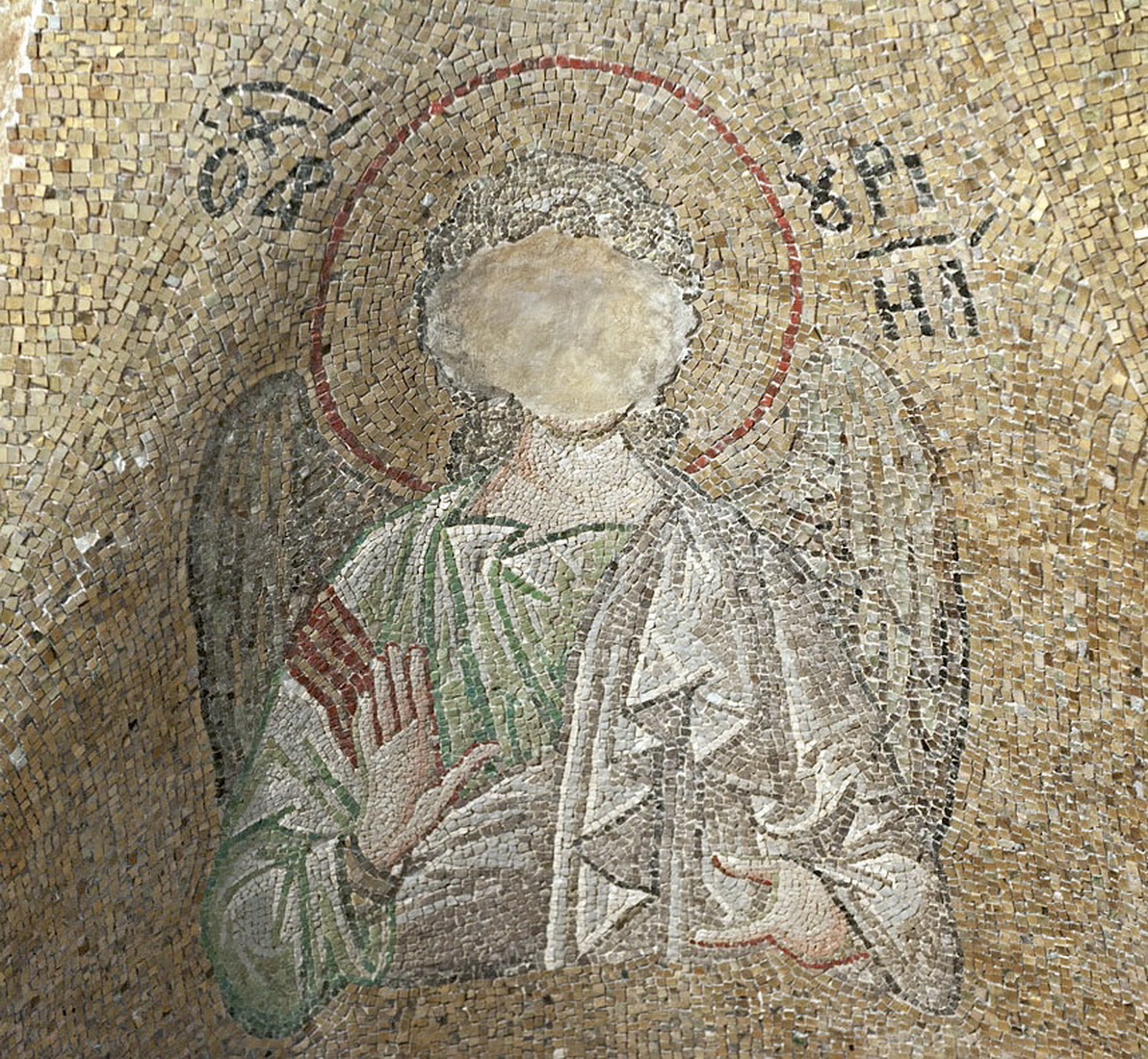
Fragmento mosaico ruso de Uriel, siglo XIV.
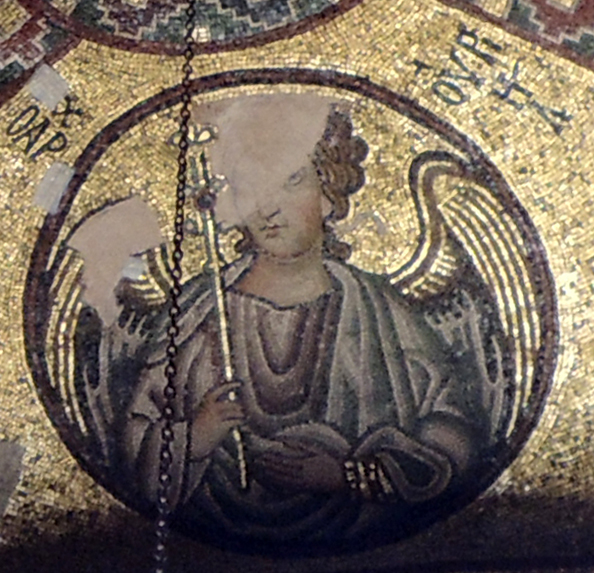
Mosaico del arcángel Uriel en el monasterio de Osios Loukás
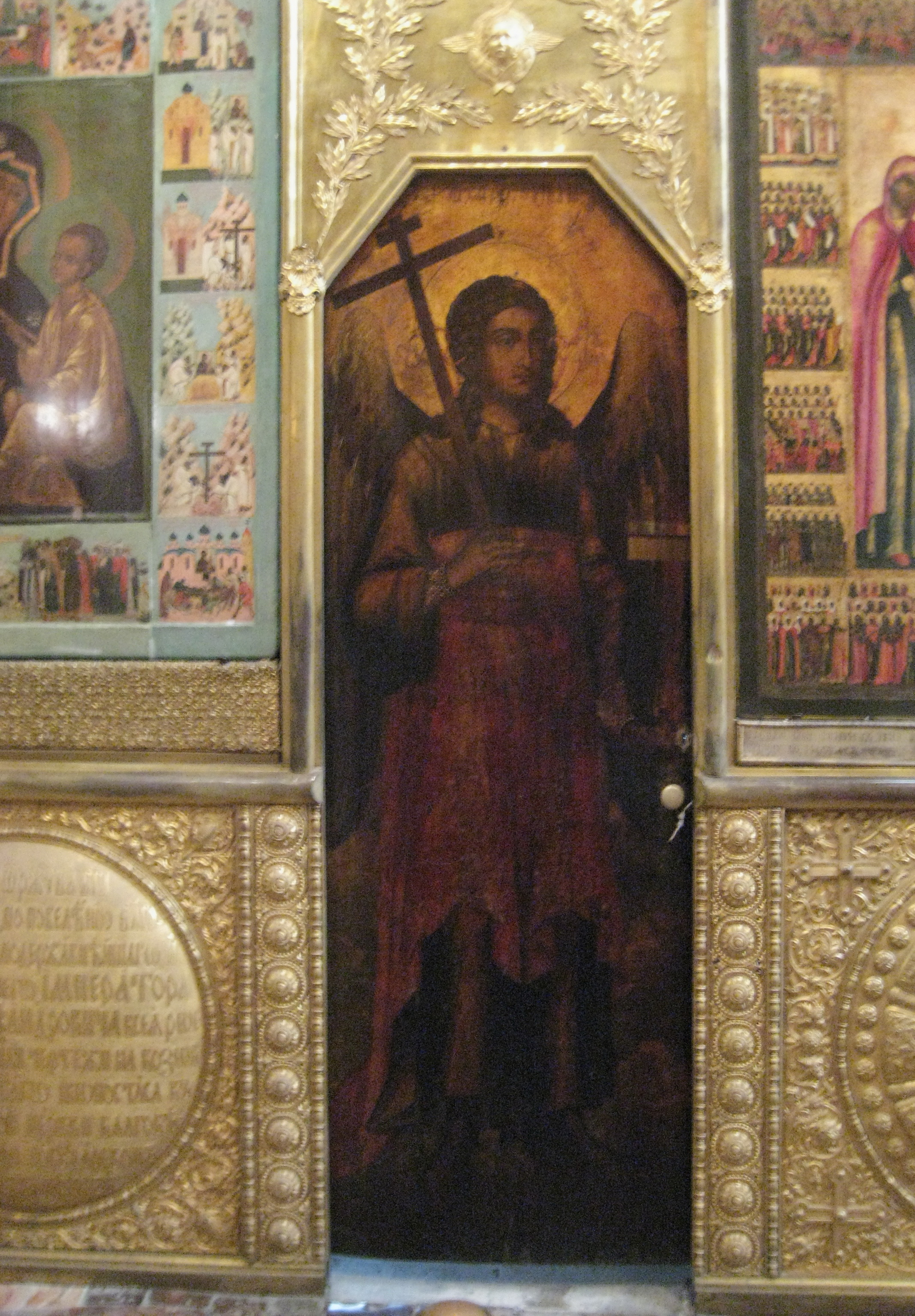
Icono del arcángel Uriel en la catedral de la Anunciación
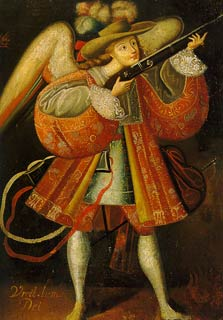
Pintura de Uriel como un guerrero angelical, escuela cuzqueña, siglo XVIII
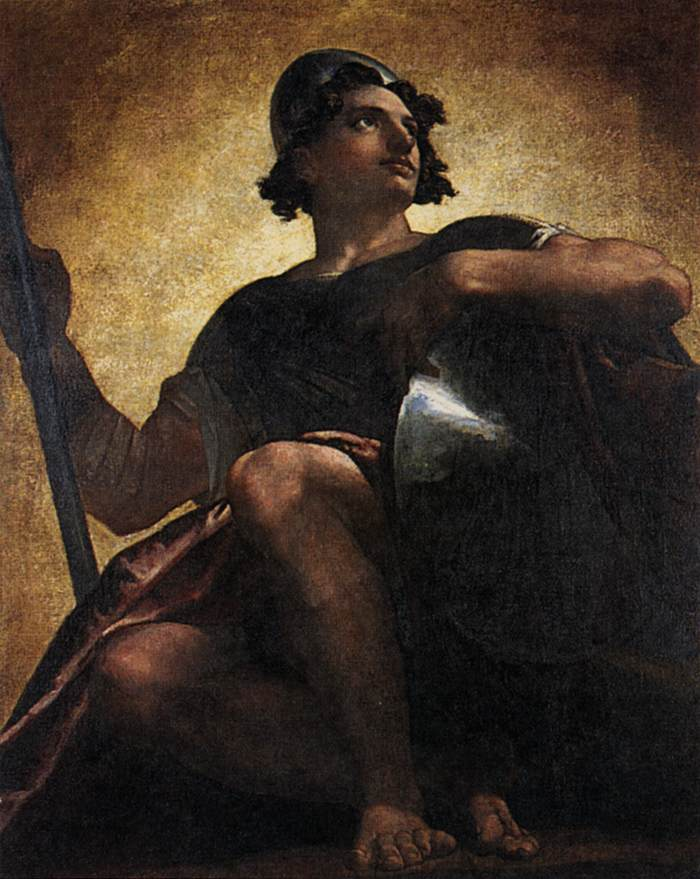
Uriel Standing in the Sun por Washington Allston, 1817
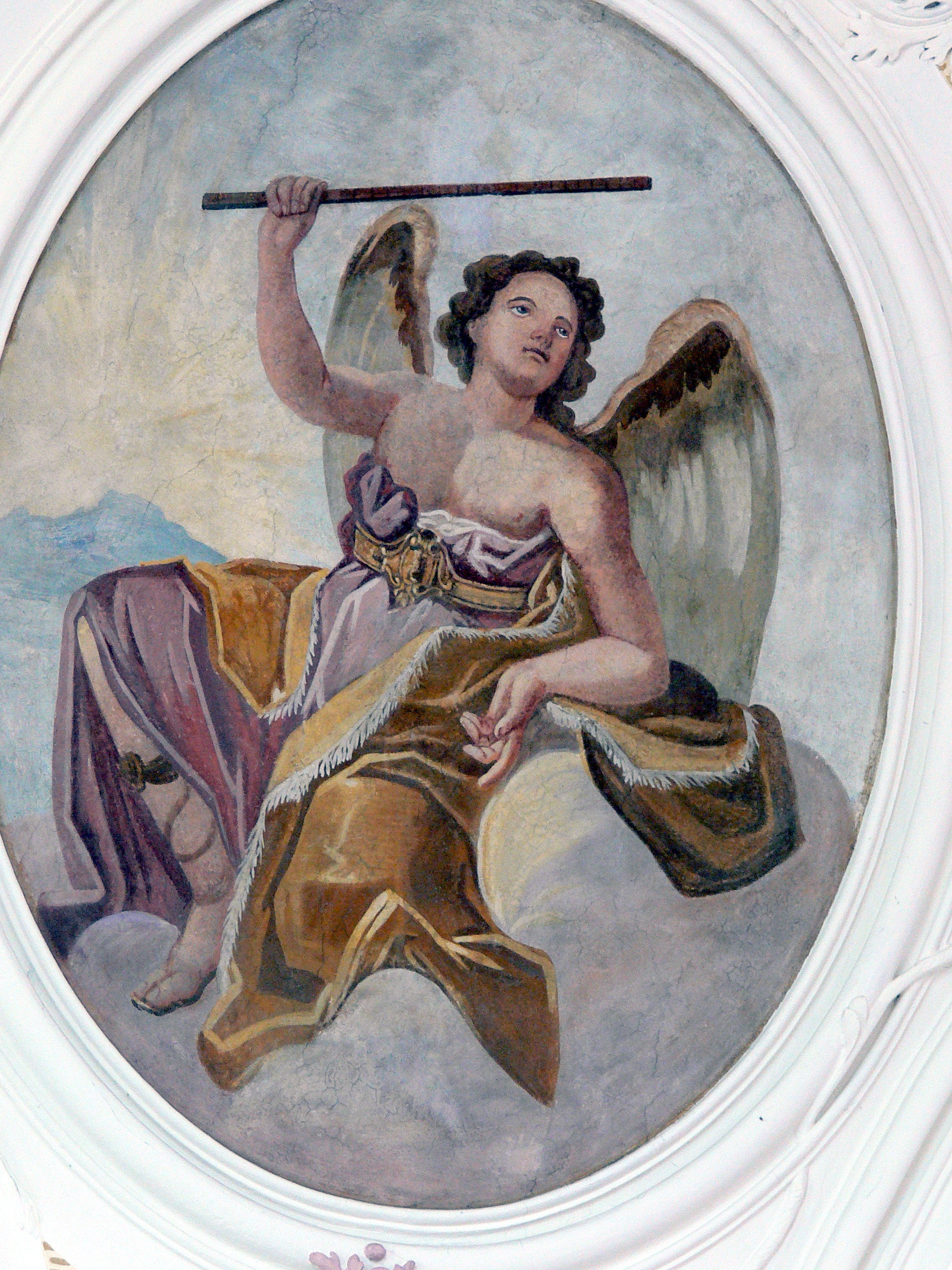
Arcángel Uriel, fresco en el techo por Johann Georg Unruhe, iglesia de la parroquia de San Miguel, Untergriesbach, 1780
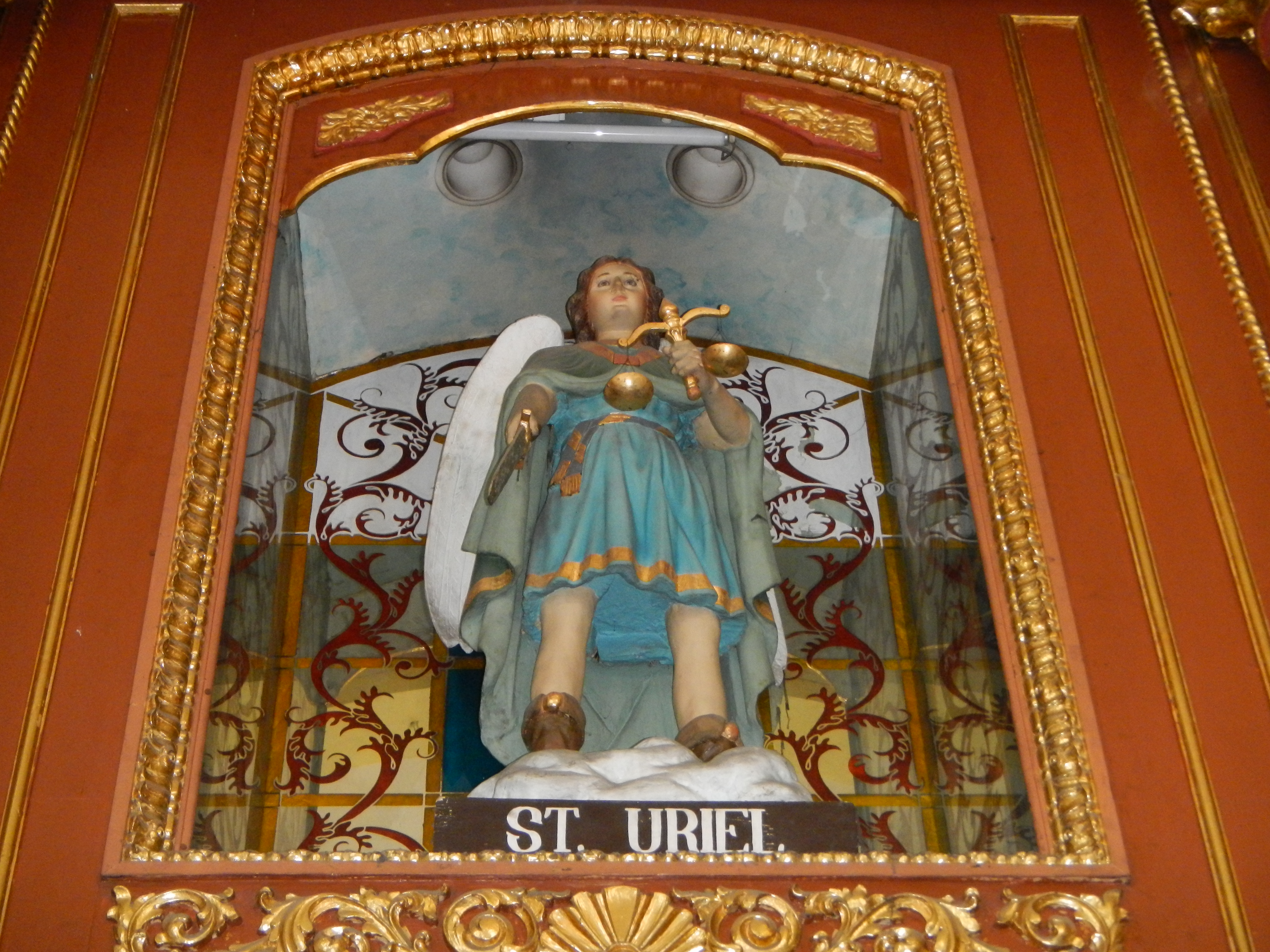
Estatua del arcángel Uriel en la iglesia de San Miguel, Manila
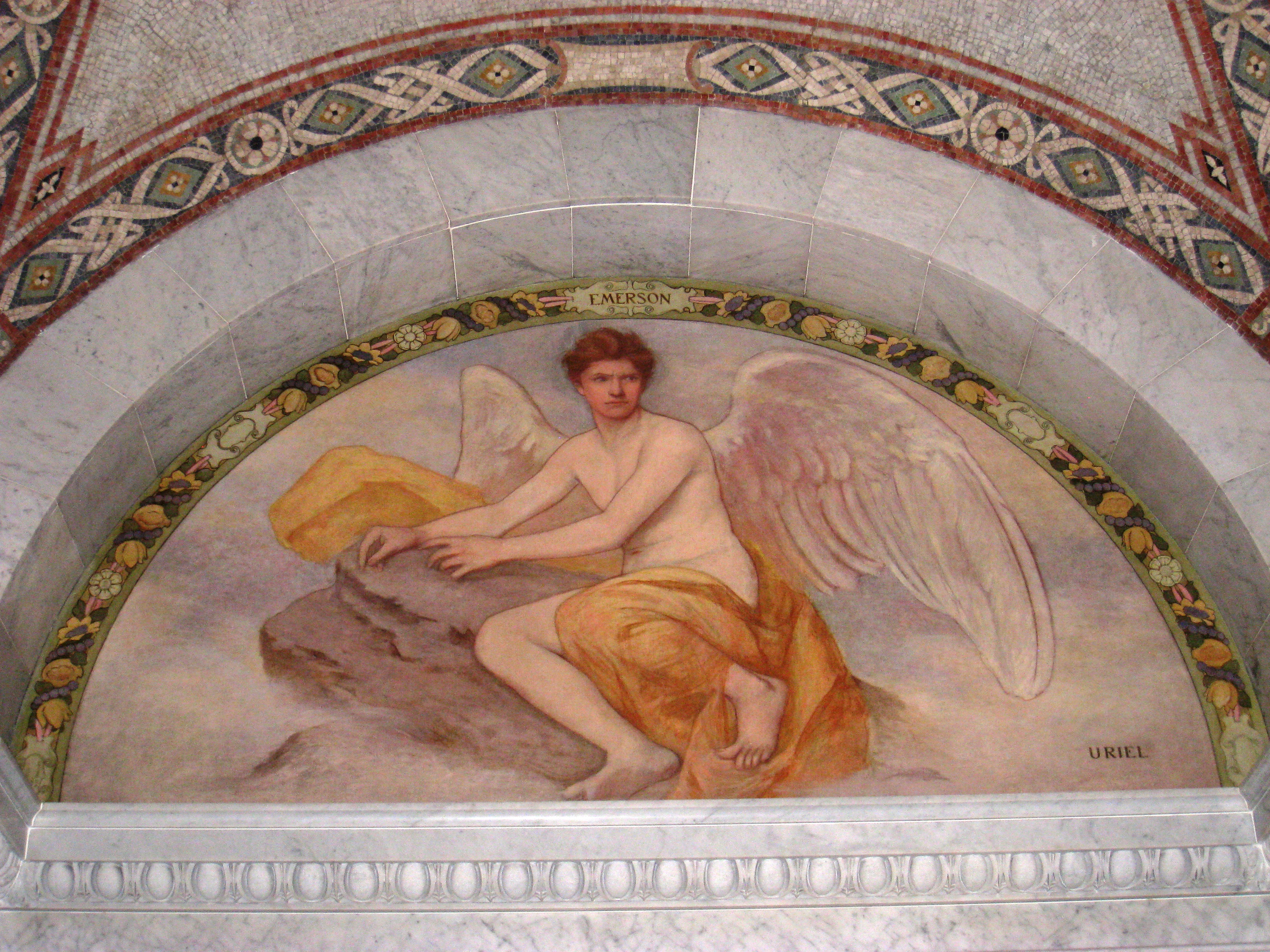
Pintura del arcángel Uriel por Henry Oliver Walker, Biblioteca del Congreso de Estados Unidos
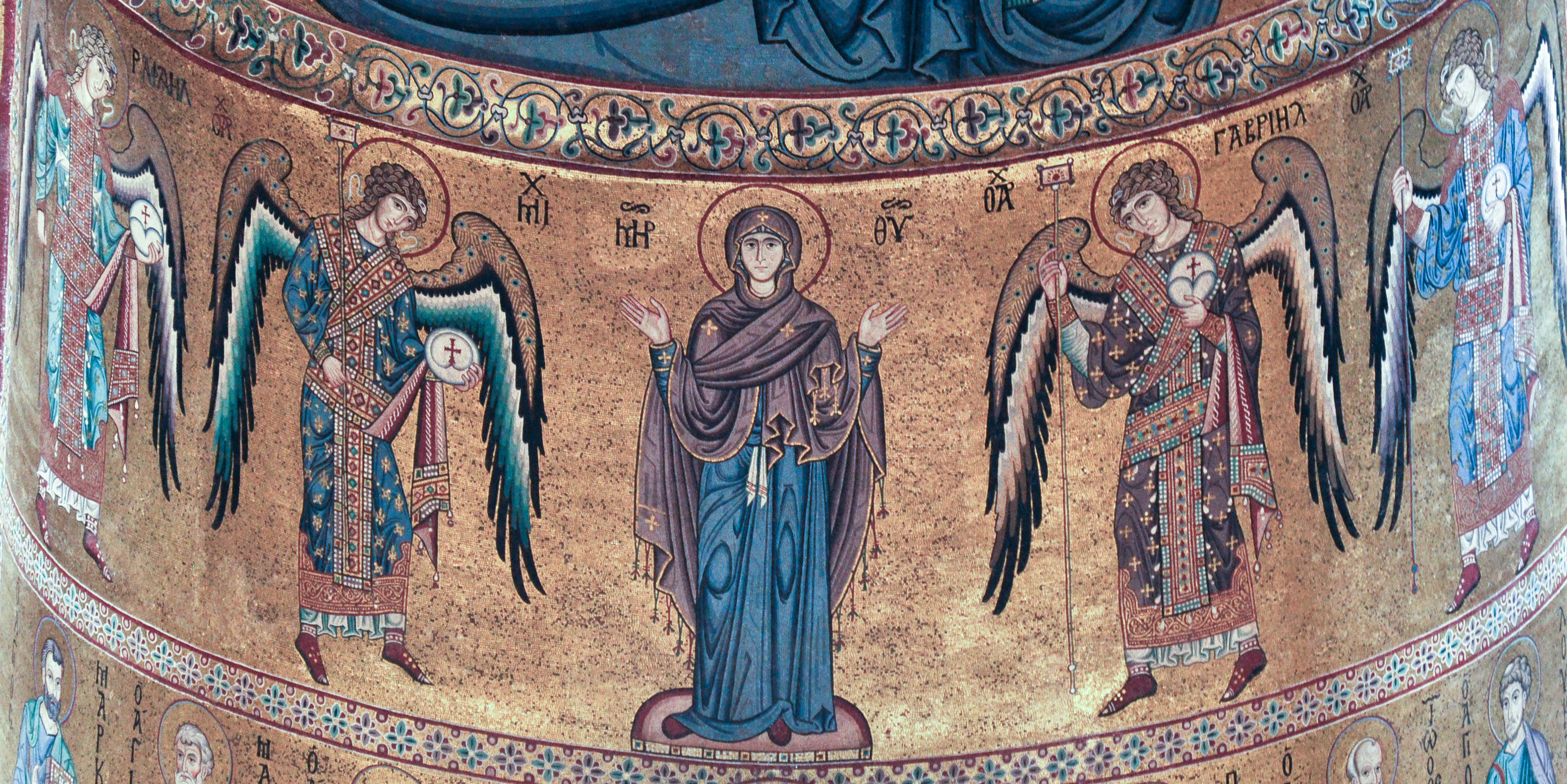
La Virgen María con los cuatro arcángeles, mosaico de la catedral de Cefalú. Uriel está en el lado derecho extremo.
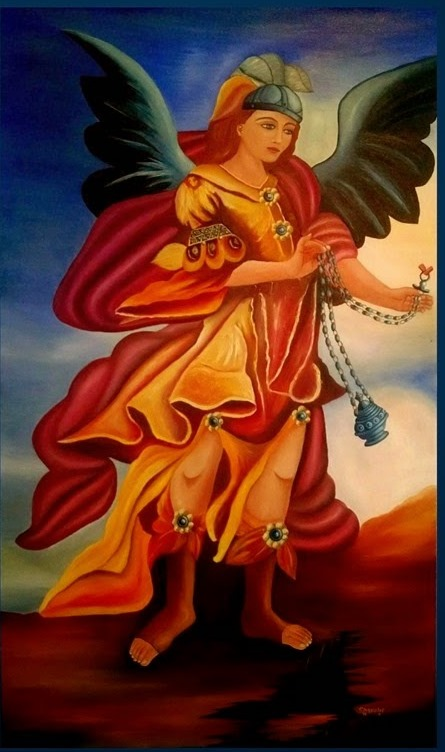
Uriel anuncia un precipicio, pintura de Rodolfo Herrera Charolet.
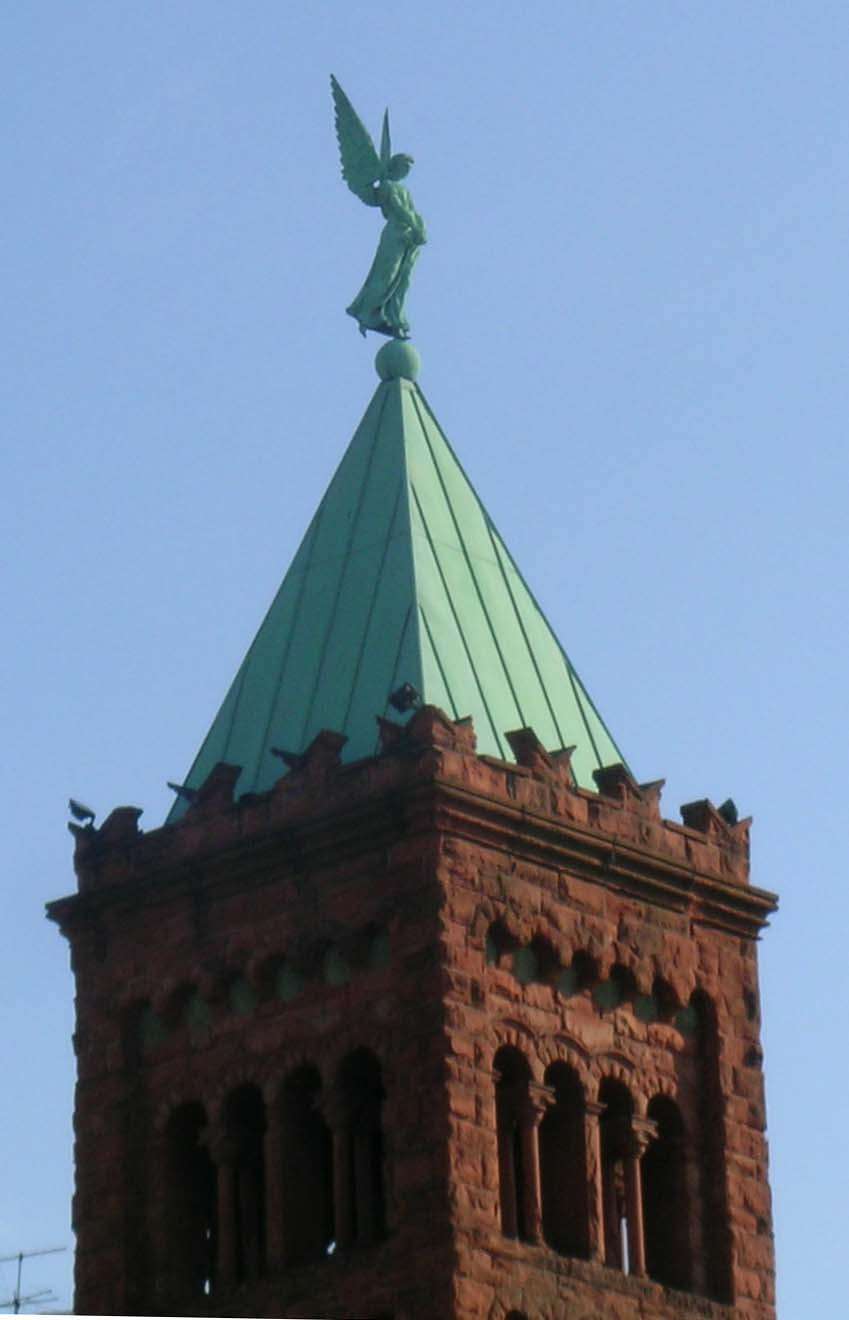
La estatua de bronce de Uriel vigila encima de la torre de la Primera Iglesia Congregacional en Detroit.
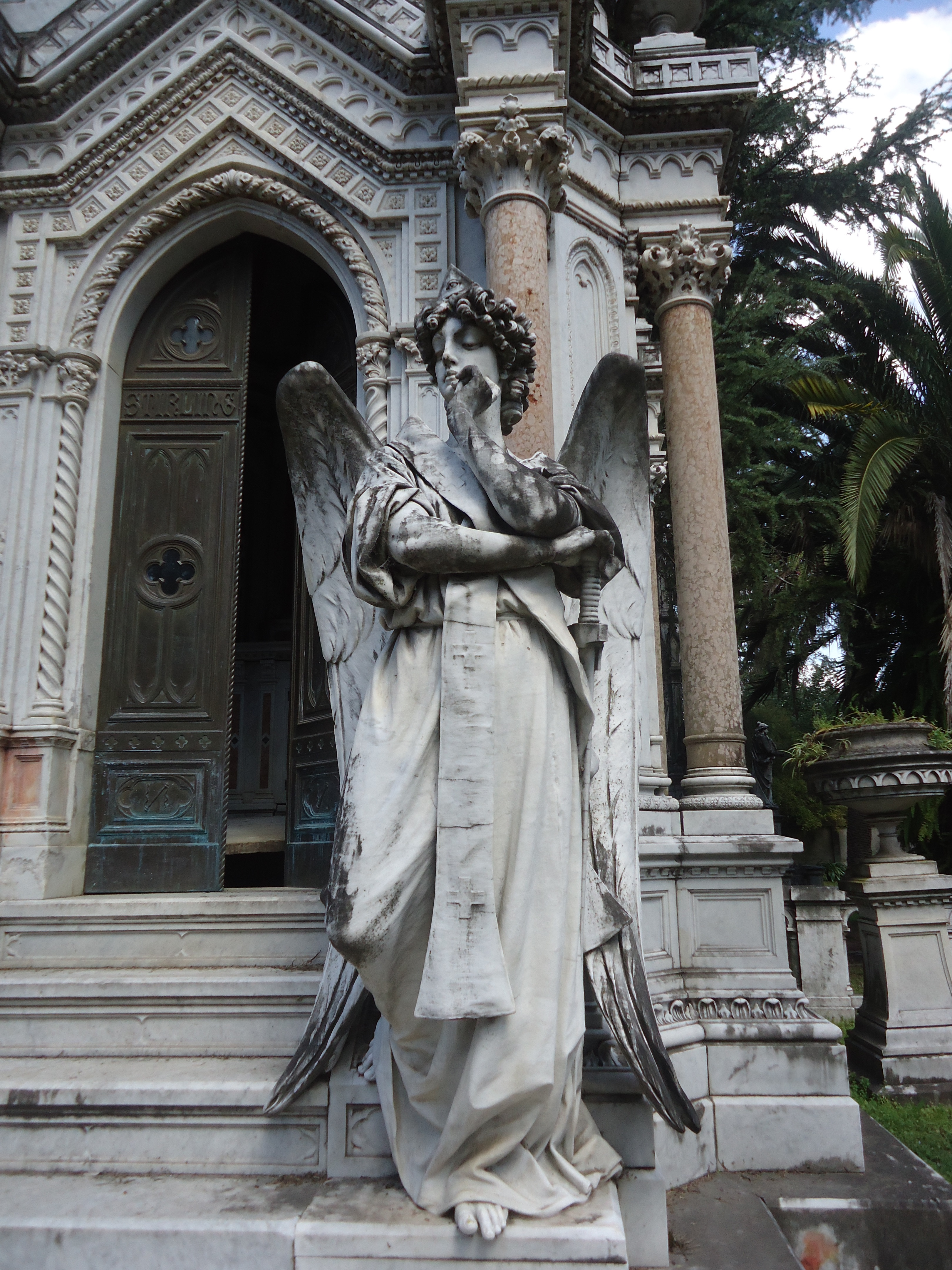
Estatua del arcángel Uriel en el Cementerio Viejo de Paysandú.
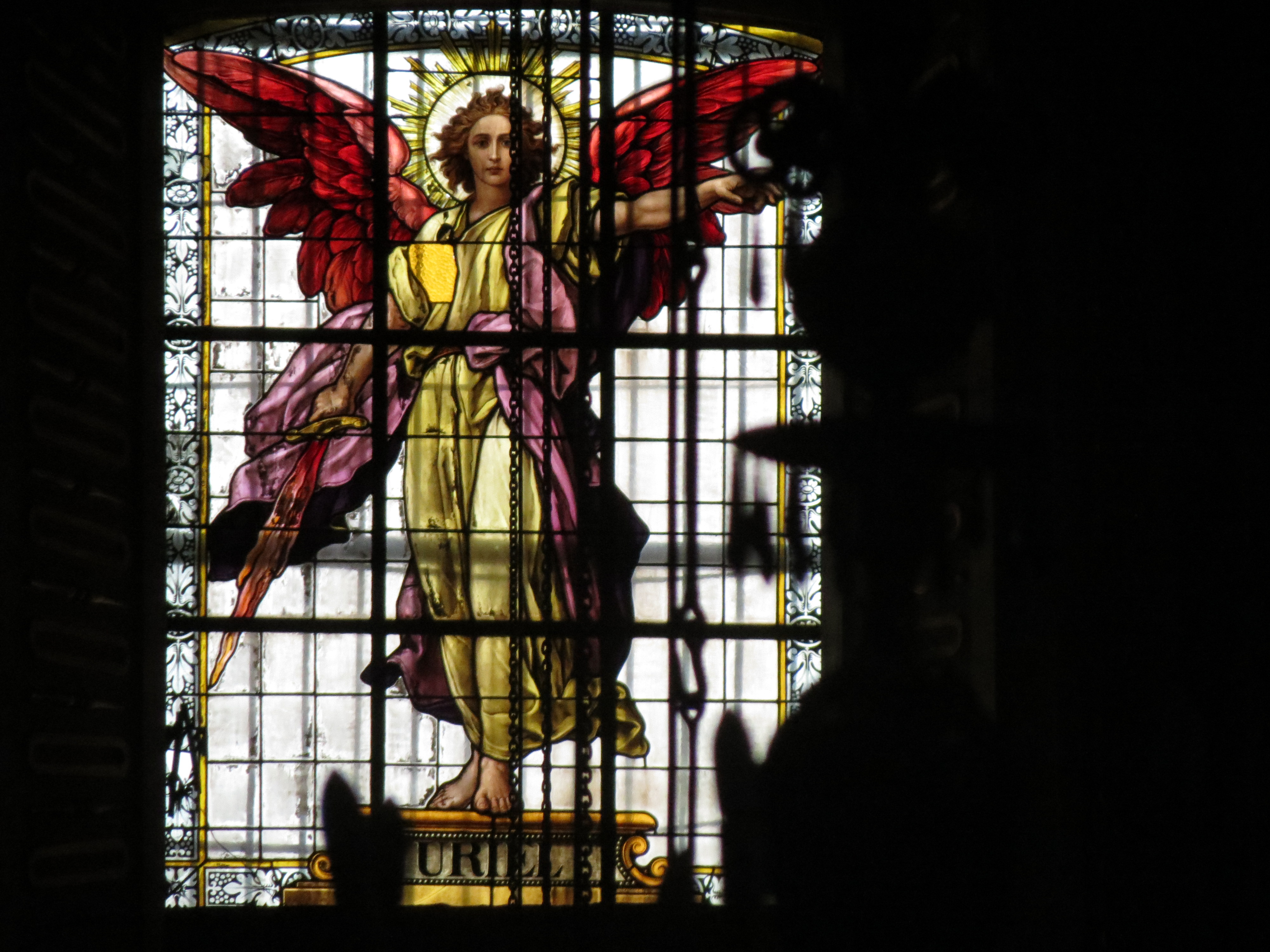
Vidriera del arcángel Uriel en la Catedral de Puebla, Puebla de Zaragoza.
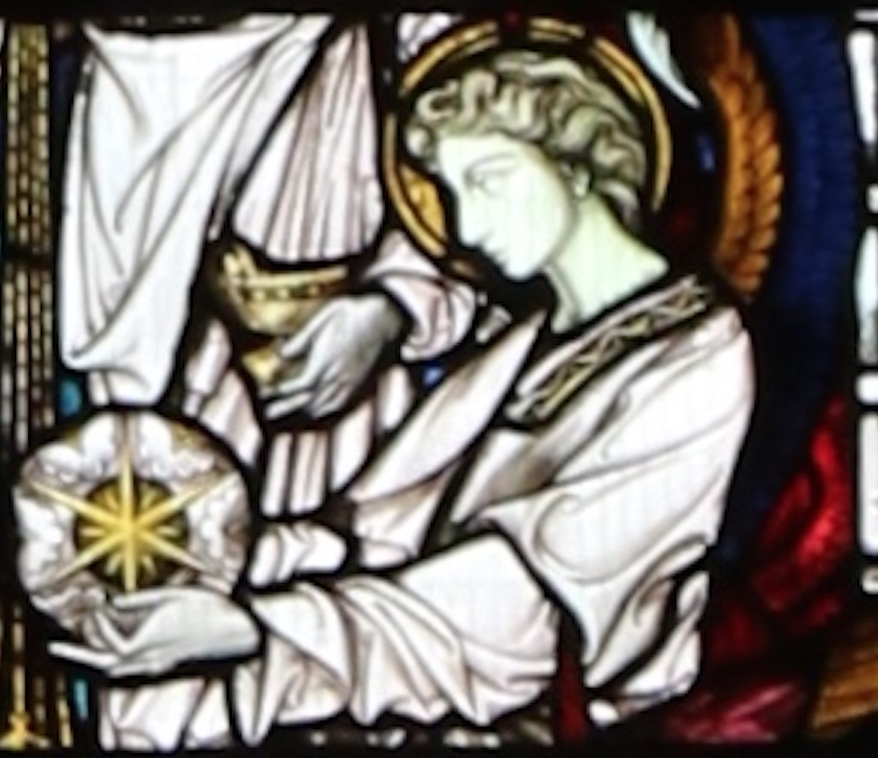
Uriel como regente de las constelaciones, detalle de la ventana oeste en la Iglesia de San Martín en el Bull Ring, Birmingham
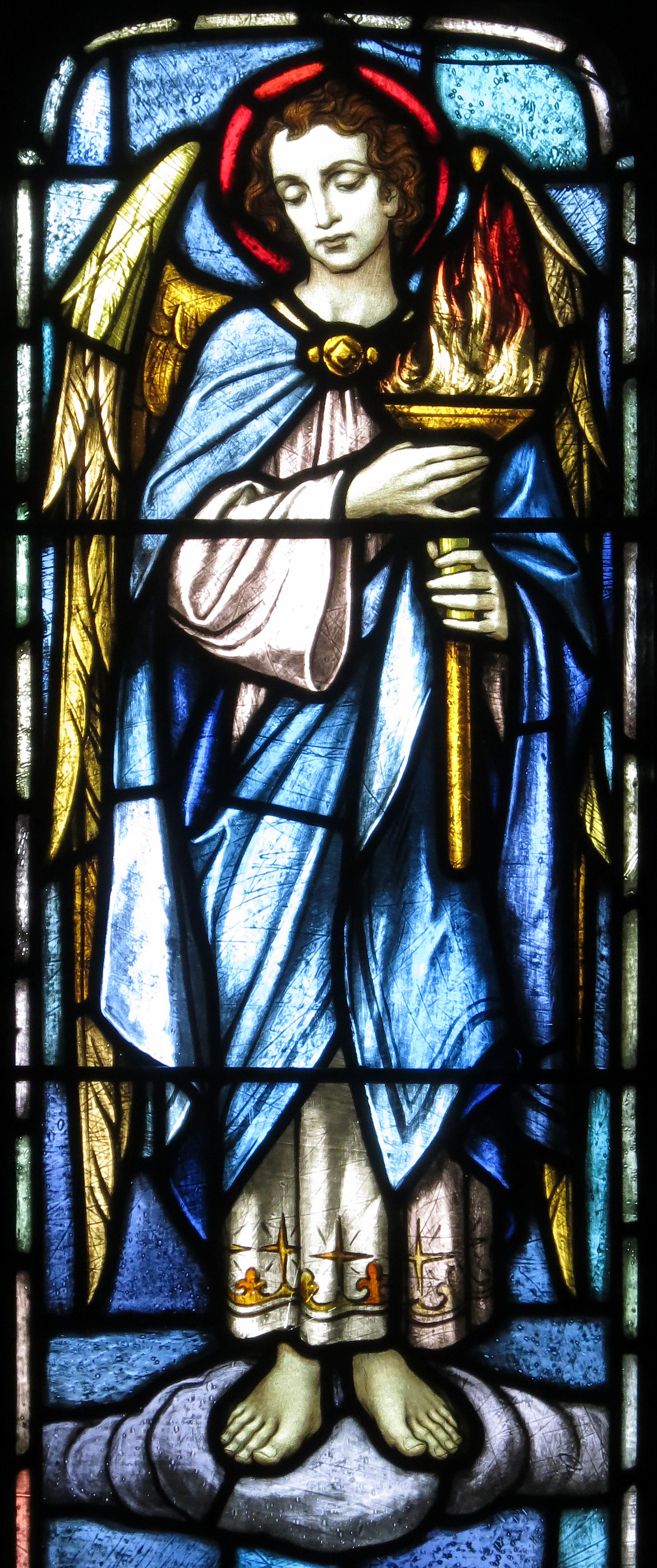
Vidriera del arcángel Uriel en la Iglesia Católica de San Antonio de Padua, Dayton, Ohio
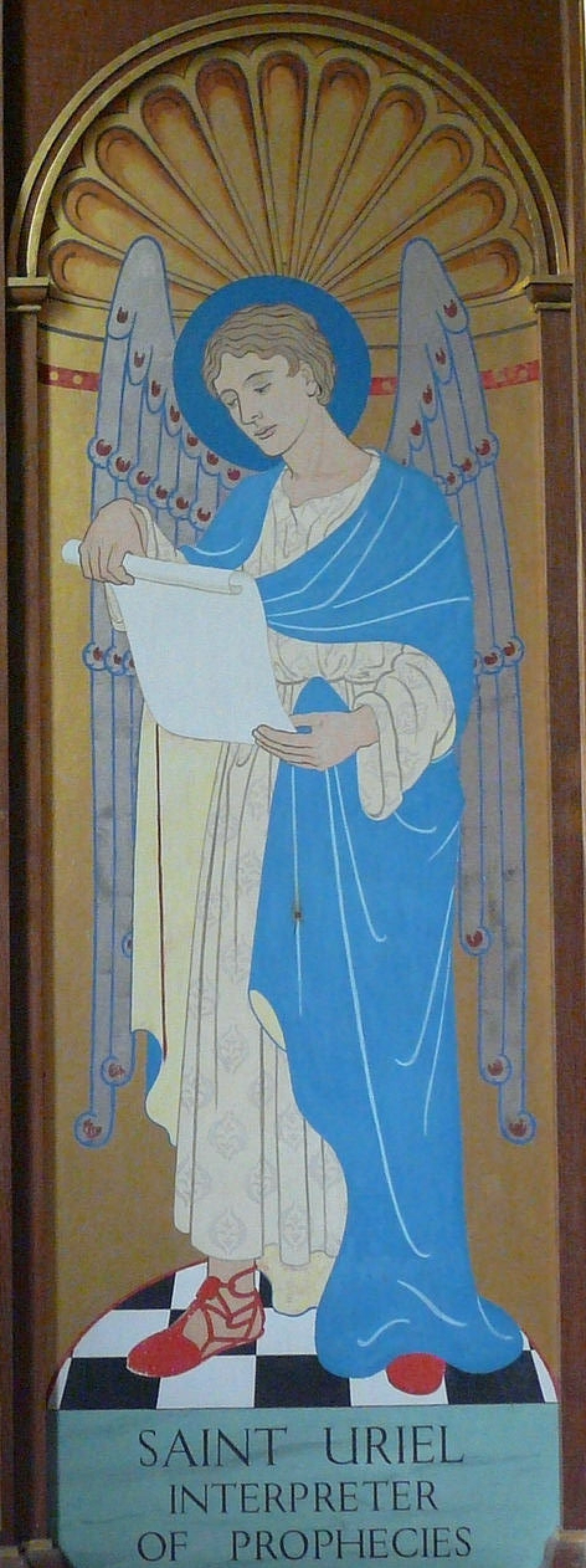
San Uriel, intérprete de las profecías, Iglesia de San Miguel y Todos los Ángeles, Howick, Northumberland.
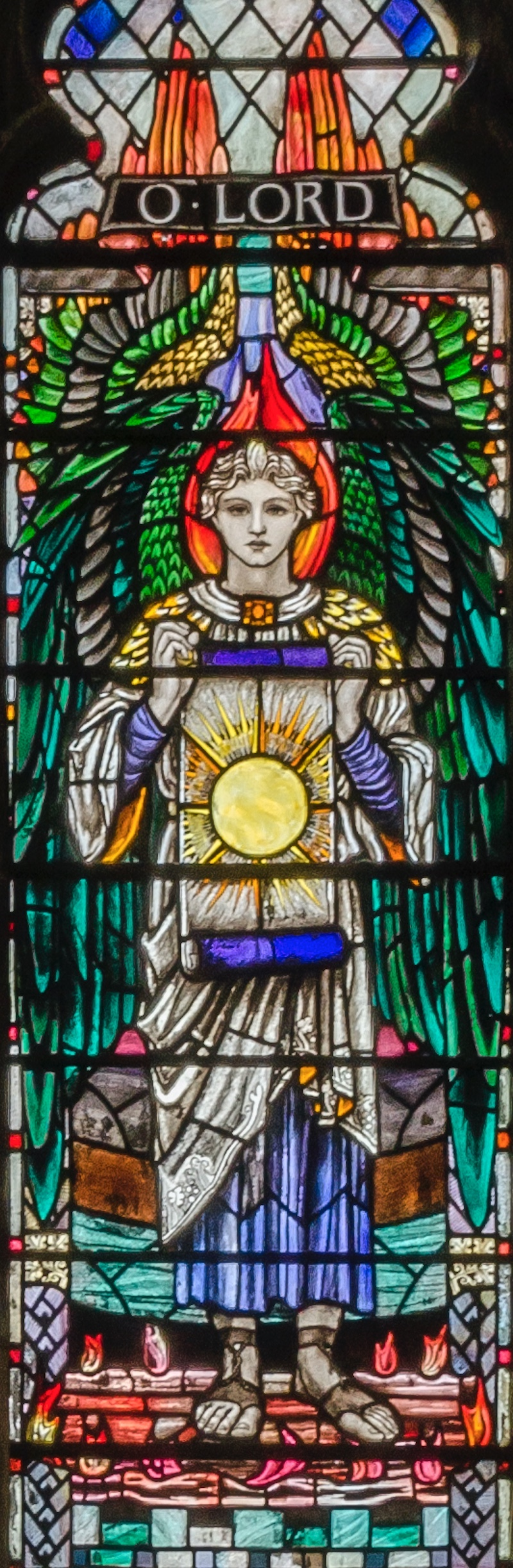
Vidriera del arcángel Uriel, Iglesia de la Santa Trinidad, Kingston upon Hull.
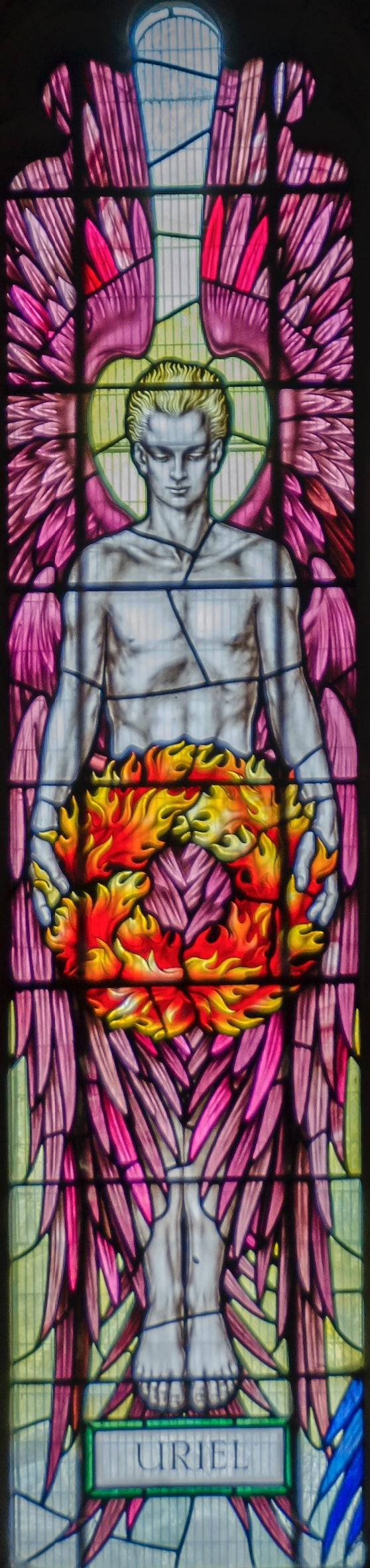
Vidriera del arcángel Uriel, Iglesia de San Jacobo, Grimsby.